# قائمة مستشفيات إسرائيل

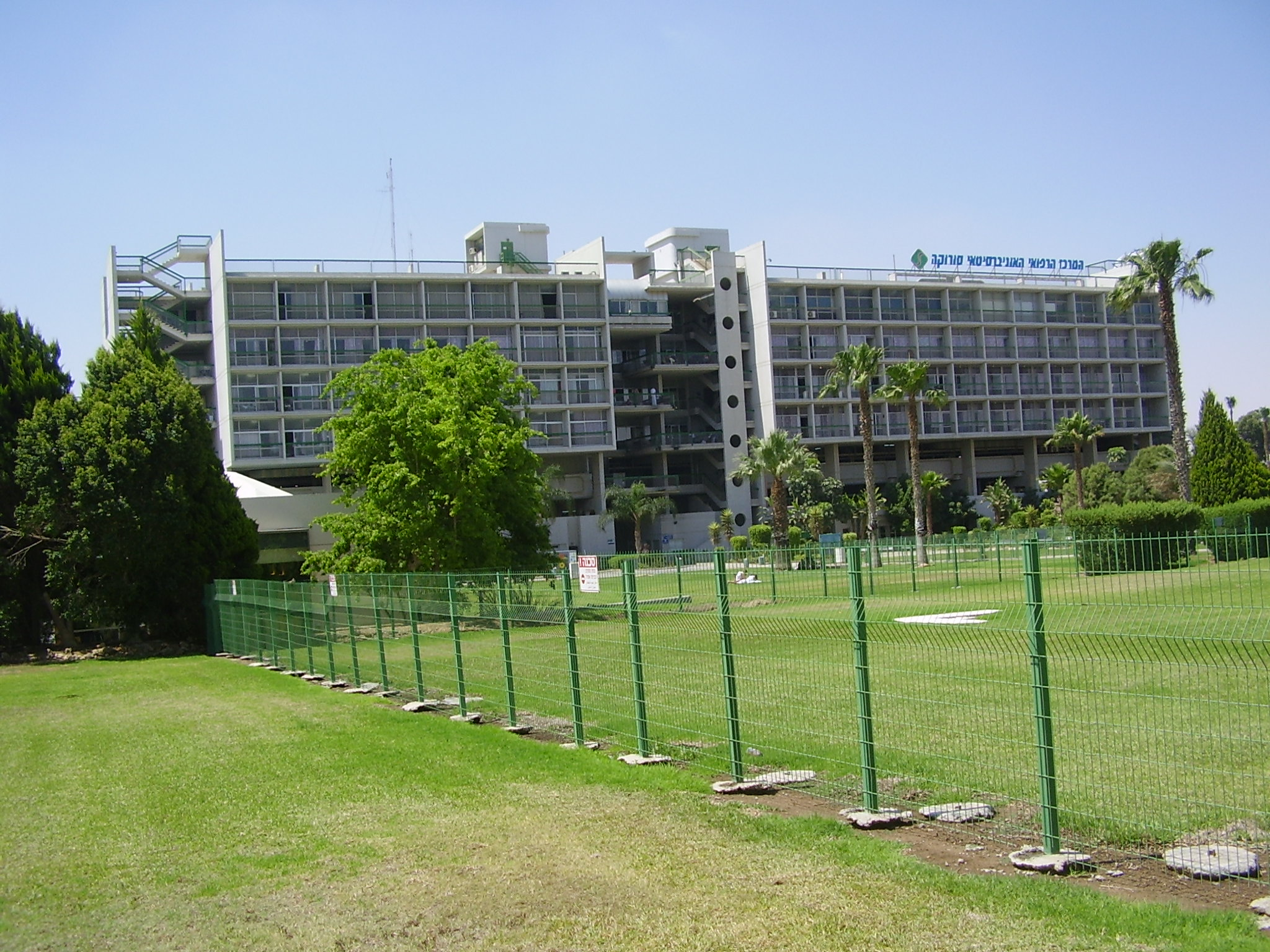
مستشفى سوروكا

المستشفى(الجمع: مُسْتَشْفَيَات) مؤسسة للرعاية الصحية توفر العلاج للمرضى من قبل طاقم طبي وتمريض متخصص ومعدات طبية.

## قائمة مستشفيات إسرائيل
تحتوي هذه القائمة على أسماء مستشفيات في إسرائيل.
- المستشفى الإيطالي في حيفا

- مركز برزيلاي الطبي
- مركز رابين الطبي
- مستشفى آسوتا
- مستشفى العفولة
- مستشفى الناصرة ا.م.م.س
- مستشفى سوروكا
- مستشفى هداسا عين كارم
- مشفى رمبام

- مستشفى العائلة المقدسة (الناصرة)
- مستشفى القديس منصور دي بول

- المركز الطبي شعاري تسيديك

- مركز هداسا الطبي
- مستشفى المطلع
- مستشفى جمعية المقاصد الخيرية الإسلامية (القدس)